# Список монархів Персії
У даній статті представлений список королівських династій і правителів держав, створених або тих, що охоплювали територію сучасного Ірану до ісламської революції 1979 року, незалежно від їх етнічного походження.

## Царі Парси
- 2500 — бл. 1100 до н. е. у складі Еламу.
- Бл. 1100 до н. е. — 743 до н. е. у залежності від Вавилона.

### Кеянідистарші (царі Дрангіани)
- Кей-Кавус
- Кей-Хосров
- Апівоха
- Кей-Аршан
- Пішінах
- Біяршан
- Сіявуш

### Кеянідимолодші (царі Бактрії)
- Лохрасп (Аурватаспа)
- Віштаспа (Гоштасп)
- Ісфандіяр (Спандатт)
- Заріварай (Зарер)

## Ахеменіди(550—330 до н.е.)

Перша перська імперія — Імперія Ахеменідів

| Тронне ім'я                           | Оригінальне ім'я | Зображення | Титул                                                                                          | Роки життя       | Початок правління | Кінець правління | Родинні зв'язки                                                   | Примітки                                                 |
| ------------------------------------- | ---------------- | ---------- | ---------------------------------------------------------------------------------------------- | ---------------- | ----------------- | ---------------- | ----------------------------------------------------------------- | -------------------------------------------------------- |
| Імперія Ахеменідів (550—330 до н. е.) |                  |            |                                                                                                |                  |                   |                  |                                                                   |                                                          |
| Кір Великий                           |                  |            | Великий Цар, Цар царів, цар Аншана, Мідії, Вавилона, Шумера і Аккада, цар чотирьох кутів світу | 600–530 до н. е. | 559 до н. е.      | 530 до н. е.     | Син Камбіса І короля Аншану та Мандани, дочки Іштувегу царя Мідії | Король Аншана з 559 до н. е. Загинув в бою з массагетами |
| Камбіс II                             |                  |            | Великий Цар, Цар царів, Фараон Єгипту                                                          | ?–521 до н. е.   | 530 до н. е.      | 522 до н. е.     | Син Кіра Великого                                                 | Помер у дорозі                                           |
| Бардія                                | Гаумата (?)      |            | Великий Цар, Цар царів, Фараон Єгипту                                                          | ?–522 до н. е.   | 522 до н. е.      | 522 до н. е.     | Син Кіра Великого (можливо, самозванець)                          | Вбитий перською аристократією                            |
| Дарій I Великий                       |                  |            | Великий Цар, Цар царів, Фараон Єгипту                                                          | 550–486 до н. е. | 522 до н. е.      | 486 до н. е.     | Син Віштаспи                                                      |                                                          |
| Ксеркс I                              |                  |            | Великий Цар, Цар царів, Фараон Єгипту                                                          | 519–465 до н. е. | 485 до н. е.      | 465 до н. е.     | Син Дарія I Великого                                              |                                                          |
| Артаксеркс I                          |                  |            | Великий Цар, Цар царів, Фараон Єгипту                                                          | ?–424 до н. е.   | 465 до н. е.      | 424 до н. е.     | Син Ксеркса I                                                     |                                                          |
| Ксеркс II                             |                  |            | Великий Цар, Цар царів, Фараон Єгипту                                                          | ?–424 до н. е.   | 424 до н. е.      | 424 до н. е.     | Син Артаксеркса I                                                 | Убитий Согдіаном                                         |
| ?                                     | Согдіан          |            | Великий Цар, Цар царів, Фараон Єгипту                                                          | ?–423 до н. е.   | 424 до н. е.      | 423 до н. е.     | Син Артаксеркса I                                                 | Убитий Дарієм II                                         |
| Дарій II                              | Ох               |            | Великий Цар, Цар царів, Фараон Єгипту                                                          | ?–404 до н. е.   | 424 до н. е.      | 404 до н. е.     | Син Артаксеркса I                                                 |                                                          |
| Артаксеркс II                         | Арсакес          |            | Великий Цар, Цар царів                                                                         | 436–358 до н. е. | 404 до н. е.      | 358 до н. е.     | Син Дарія II                                                      |                                                          |
| Артаксеркс III                        | Ох               |            | Великий Цар, Цар царів, Фараон Єгипту                                                          | ?–338 до н. е.   | 358 до н. е.      | 338 до н. е.     | Син Артаксеркса II                                                | Вбитий                                                   |
| Артаксеркс IV                         | Арсес            |            | Великий Цар, Цар царів, Фараон Єгипту                                                          | ?–336 до н. е.   | 338 до н. е.      | 336 до н. е.     | Син Артаксеркса III                                               | Вбитий                                                   |
| Дарій III                             | Арташата         |            | Великий Цар, Цар царів, Фараон Єгипту                                                          | 380–330 до н. е. | 336 до н. е.      | 330 до н. е.     | Син Артаксеркса IV                                                | Вбитий Артаксерксом V                                    |
| Артаксеркс V                          | Бєсс             |            | Великий Цар, Цар царів                                                                         | ?–329 до н. е.   | 330 до н. е.      | 329 до н. е.     | Можливо, нащадок Артаксеркса II                                   | Убитий Олександром Македонським                          |

## Аргеади(330—309 до н.е.)

Стародавня Македонія під час найбільшого розквіту

| Тронне ім'я                      | Оригінальне ім'я | Зображення | Титул  | Роки життя         | Початок правління | Кінець правління | Родинні зв’язки             | Примітки                                      |
| -------------------------------- | ---------------- | ---------- | ------ | ------------------ | ----------------- | ---------------- | --------------------------- | --------------------------------------------- |
| Македонська імперія (330—312 BC) |                  |            |        |                    |                   |                  |                             |                                               |
| Александр Македонський           |                  |            | Цар    | 356 — 323 до н. е. | 330 до н. е.      | 323 до н. е.     | Син Філіпа II Македонського | Цар македонії з 336 до н. е. як Алескандр III |
| Філіпп III Аррідей               | Аррідей          |            | Цар    | 359 — 317 до н. е. | 323 до н. е.      | 317 до н. е.     | Син Філіпа II Македонського | Убитий дружиною Олімпіадою                    |
| Александр IV Македонський        |                  |            | Цар    | 323 — 309 до н. е. | 323 до н. е.      | 309 до н. е.     | Син Александра III          | Убитий Кассандром                             |
| Пердікка                         |                  |            | Регент | ?–321 до н. е.     | 323 до н. е.      | 321 до н. е.     |                             | Регент Александра IV і Філіпа III. Убитий     |
| Антипатр                         |                  |            | Регент | 398?–319 до н. е.  | 321 до н. е.      | 319 до н. е.     | Син Йолласа                 | Регент Александра IV і Філіпа III.            |
| Полісперхон                      |                  |            | Регент | 394–303 до н. е.   | 319 до н. е.      | 316 до н. е.     | Син Сіміаса                 | Регент Александра IV і Філіпа III.            |
| Кассандр Македонський            |                  |            | Регент | 350-297 до н. е.   | 316 до н. е.      | 309 до н. е.     | Син Антиратра               | Регент Александра IV                          |

## Династія Селевкідів(311—129 до н.е.)

Держава Селевкідів у період найбільшого розквіту.

| Тронне ім'я                            | Оригінальне ім'я | Зображення | Титул       | Роки життя       | Початок правління | Кінець правління | Родинні зв’язки        | Примітки                             |
| -------------------------------------- | ---------------- | ---------- | ----------- | ---------------- | ----------------- | ---------------- | ---------------------- | ------------------------------------ |
| Династія Селевкідів (311—129 до н. е.) |                  |            |             |                  |                   |                  |                        |                                      |
| Селевк I Нікатор                       |                  |            | Цар         | 358–281 до н. е. | 311 до н. е.      | 281 до н. е.     | Син Антіоха            | Отримав титул царя у 306 до н. е.    |
| Антіох I                               |                  |            | Цар         | ?–261 до н. е.   | 281 до н. е.      | 261 до н. е.     | Син Селевка I          |                                      |
| Антіох II                              |                  |            | Цар         | 286–246 до н. е. | 261 до н. е.      | 246 до н. е.     | Син Антіоха I          |                                      |
| Селевк II                              |                  |            | Цар         | ?–225 до н. е.   | 246 до н. е.      | 225 до н. е.     | Син Антіоха II         |                                      |
| Селевк III                             | Александр        |            | Цар         | 243–223 до н. е. | 225 до н. е.      | 223 до н. е.     | Син Селевка II         | Убитий під час походу                |
| Антіох III Великий                     |                  |            | Великий цар | 241–187 до н. е. | 223 до н. е.      | 187 до н. е.     | Син Селевка II         |                                      |
| Селевк IV                              |                  |            | Цар         | ?–175 до н. е.   | 187 до н. е.      | 175 до н. е.     | Син Антіоха III        |                                      |
| Антіох IV                              |                  |            | Цар         | 215–163 до н. е. | 175 до н. е.      | 163 до н. е.     | Син Антіоха III        | Убитий                               |
| Антіох V Евпатор                       |                  |            | Цар         | 172–161 до н. е. | 163 до н. е.      | 161 до н. е.     | Син Антіоха IV         | Страчений Деметрієм І                |
| Деметрій I Сотер                       |                  |            | Цар         | 185–150 до н. е. | 161 до н. е.      | 150 до н. е.     | Син Селевка IV         | Загинув при нез'ясованих обставинах. |
| Александр I Балас                      |                  |            | Цар         | ?–146 до н. е.   | 150 до н. е.      | 146 до н. е.     | Син Антіоха IV         |                                      |
| Деметрій II Нікатор                    |                  |            | Цар         | ?–139 до н. е.   | 146 до н. е.      | 139 до н. е.     | Син Деметрія I         |                                      |
| Антіох VI Діоніс                       |                  |            | Цар         | 148–138 до н. е. | 145 до н. е.      | 142 до н. е.     | Син Александра Баласа. |                                      |
| Антіох VII                             |                  |            | Цар         | ?–129 до н. е.   | 139 до н. е.      | 129 до н. е.     | Син Деметрія I         | Убитий у бою з Фраатом II            |

## Аршакіди,Парфянське царство(247 до н.е.— 228 н.е.)

Парфянське царство у період найбільшого розквіту.

| Тронне ім'я                                             | Оригінальне ім'я       | Зображення | Титул                                                                     | Роки життя          | Початок правління | Кінець правління | Родинні зв’язки                                                        | Примітки                                              |
| ------------------------------------------------------- | ---------------------- | ---------- | ------------------------------------------------------------------------- | ------------------- | ----------------- | ---------------- | ---------------------------------------------------------------------- | ----------------------------------------------------- |
| Аршакіди, Парфянське царство (247 до н. е. — 228 н. е.) |                        |            |                                                                           |                     |                   |                  |                                                                        |                                                       |
| Аршак I (цар Парфії)                                    | Тірідат I або Аршак    |            | Цар                                                                       | ?–211 до н. е.      | 247 до н. е.      | 211 до н. е.     | Нащадок Аршака сина Фріапіта, який був, ймовірно, сином Артаксеркса II |                                                       |
| Аршак II                                                | Аршак                  |            |                                                                           | ?–185 до н. е.      | 211 до н. е.      | 185 до н. е.     | Син Аршака I                                                           |                                                       |
| Аршак III                                               | Пріапат                |            |                                                                           | ?–170 до н. е.      | 185 до н. е.      | 170 до н. е.     | Онук Тірідата I                                                        |                                                       |
| Аршак IV                                                | Фраат I                |            |                                                                           | ?–167 до н. е.      | 170 до н. е.      | 167 до н. е.     | Син Пріапата                                                           | Загинув у бою                                         |
| Аршак V                                                 | Мітрідат I             |            | Великий цар, Теос, Теопатор, Філгеллене                                   | ?–132 до н. е.      | 167 до н. е.      | 132 до н. е.     | Син Пріапата                                                           |                                                       |
| Аршак VI                                                | Фраат II               |            | Великий цар, Філопатор, Теопатор, Нікефор                                 | ?–127 до н. е.      | 132 до н. е.      | 127 до н. е.     | Син Мітрідата I                                                        | Загинув у бою                                         |
| Аршак VII                                               | Артабан II Парфянський |            | Цар                                                                       | ?–126 до н. е.      | 127 до н. е.      | 126 до н. е.     | Син Пріапата                                                           | Убитий у бою з тохарами                               |
| Аршак VIII                                              | Вологез (I)            |            | Великий цар, Теопатор, Філадельфос, Філгеллене, Епіфан                    | ?–122 до н. е.      | 126 до н. е.      | 122 до н. е.     | Син Пріапата                                                           |                                                       |
| Аршак IX                                                | Артабан (II)           |            | Великий цар, Цар царів, Епіфан, Філгеллене                                | ?–121 до н. е.      | 122 до н. е.      | 121 до н. е.     | Син Артабана II                                                        | Убитий у бою з мідійцями                              |
| Аршак X                                                 | Мітрідат II            |            | Великий цар, Цар царів, Епіфан, Сотер                                     | ?–91 до н. е.       | 121 до н. е.      | 91 до н. е.      | Син Артабана II                                                        |                                                       |
| Аршак XI                                                | Готарз I               |            | Великий цар, Епіфан, Філгеллен, Автократор                                | ?–87 до н. е.       | 91 до н. е.       | 87 до н. е.      | Син Мітрідата II                                                       |                                                       |
| Аршак XII                                               | Артабан (III)          |            | Великий цар, Теопатор, Нікатор                                            | ?–77? до н. е.      | 91 до н. е.       | 77? до н. е.     | Син Вологеза (I)                                                       |                                                       |
| Аршак XIII                                              | Мітрідат (III)         |            | Великий цар, Цар царів, Дікайос, Філгеллен, Автократор, Філопатор, Епіфан | ?–67 до н. е.       | 88 до н. е.       | 67 до н. е.      | Син Мітрідата II                                                       |                                                       |
| Аршак XIV                                               | Ород I                 |            | Великий цар, Евергет, Епіфан, Філеллен                                    | ?–75 до н. е.       | 80 до н. е.       | 75 до н. е.      | Син Мітрідата II                                                       |                                                       |
| Аршак XV                                                | Санатрук I             |            | Великий цар, Теопатор, Евергет, Епіфан, Філеллен                          | 157–70 до н. е.     | 77 до н. е.       | 70 до н. е.      | Син Вологеза (I)                                                       |                                                       |
| Аршак XVI                                               | ?                      |            | Великий цар, Теопатор, Евергет, Епіфан, Філеллен, Еусеб                   | ?–66 до н. е.       | 77 до н. е.       | 66 до н. е.      | ?                                                                      |                                                       |
| Аршак XVII                                              | Фраат III              |            | Великий цар, Теос, Евергет, Епіфан, Філеллен                              | ?–57 до н. е.       | 70 до н. е.       | 57 до н. е.      | Син Санатрука I                                                        | Убитий Ородом II                                      |
| Аршак XVIII                                             | ?                      |            | Великий цар, Філопатор, Евергет, Епіфан, Філеллен                         | ?–63 до н. е.       | 66 до н. е.       | 63 до н. е.      | Син Аршака XVI                                                         |                                                       |
| Аршак XIX                                               | Мітрідат III           |            | Великий цар, Великий цар царів, Епіфан, Теос, Евпатор, Теопатор, Філеллін | ?–54 до н. е.       | 65 до н. е.       | 54 до н. е.      | Син Фраата III                                                         | Убитий Ородом II                                      |
| Аршак XX                                                | Ород II                |            | Цар царів, Філопатор, Евпатор, Евергет, Дікайос, Епіфан, Філеллін, Ктист  | ?–38 до н. е.       | 57 до н. е.       | 38 до н. е.      | Син Фраата III                                                         | Убитий Фраатом IV                                     |
| Аршак XXI                                               | Пакор I                |            | Цар царів, Евергет, Дікайос, Епіфан, Філеллін,                            | ?–38 до н. е.       | 50 до н. е.       | 38 до н. е.      | Син Орода II                                                           | Убитий у бою з римлянами                              |
| Аршак XXII                                              | Фраат IV               |            | Цар царів, Евергет, Дікайос, Епіфан, Філеллін,                            | ?–2 до н. е.        | 38 до н. е.       | 2 до н. е.       | Син Орода II                                                           | Убитий Мусою                                          |
| Аршак XXIII                                             | Тірідат II             |            | Цар царів, Евергет, Дікайос, Епіфан, Філеллін, Автократор, Філоромей      | ?–після 23 до н. е. | 30 до н. е.       | 25 до н. е.      | можливо нащадок Мітрідата (III)                                        | Повалений і висланий в Рим                            |
| Аршак XXIV                                              | Мітрідат (V)           |            | ?                                                                         | ?–? до н. е.        | 12 до н. е.       | 9 до н. е.       | можливо нащадок Мітрідата (III)                                        |                                                       |
| Муза                                                    | Муза Парфянська        |            | Цариця цариць, Тея, Уранія                                                | ?–4? н. е.          | 2 до н. е.        | 4 н. е.          | Дружина Фраата IV                                                      |                                                       |
| Аршак XXV                                               | Фраат V                |            | Цар царів, Евергет, Дікайос, Епіфан, Філеллін                             | ?–4 н. е            | 2 до н. е.        | 4 н. е.          | Син Фраата IV і Музи                                                   | Повалений і висланий в Рим                            |
| Аршак XXVI                                              | Ород III               |            | Цар царів, Евергет, Дікайос, Епіфан, Філеллін                             | ?–6                 | 4                 | 6                | можливо нащадок Мітрідата (III)                                        | Убитий парфянськими аристократами                     |
| Аршак XXVII                                             | Вонон I                |            | Великий цар, Цар царів, Евергет, Дікайос, Епіфан, Філеллін, Нікефор       | ?–19                | 8                 | 12               | Син Фраата IV                                                          | Повалений і висланий в Рим. Згодом, убитий римлянами. |
| Аршак XXVIII                                            | Артабан III            |            | Цар царів, Евергет, Дікайос, Епіфан, Філеллін                             | ?–40                | 10                | 40               | можливо нащадок Мітрідата (III)                                        |                                                       |
| Аршак XXIX                                              | Тірідат III            |            | ?                                                                         | ?–?                 | 35                | 36               | Можливо Тірідата II                                                    | Повалений і висланий в Рим                            |
| Аршак XXX                                               | Ціннам                 |            | ?                                                                         | ?–?                 | 37                | 37               | Син Артабана III                                                       | Зрікся престолу                                       |
| Аршак XXXI                                              | Готарз II              |            | Цар царів, Евергет, Дікайос, Епіфан, Філеллін                             | 11–51               | 40                | 51               | Син Артабана III                                                       |                                                       |
| Аршак XXXII                                             | Вардан I               |            | Цар царів, Евергет, Дікайос, Епіфан, Філеллін                             | ?–46                | 40                | 46               | Син Артабана III                                                       | Убитий Готарзом II                                    |
| Аршак XXXIII                                            | Вонон II               |            | Цар царів, Евергет, Дікайос, Епіфан, Філеллін                             | ?–51                | прибл. 45         | 51               |                                                                        |                                                       |
| Аршак XXXIV                                             | Мітрідат (VI)          |            | ?                                                                         | ?–?                 | 49                | 50               | Син Вонона II                                                          | Страчений Готарзом II                                 |
| Аршак XXXV                                              | Вологез I              |            | Цар царів, Евергет, Дікайос, Епіфан, Філеллін, Повелитель                 | ?–77                | 51                | 77               | Син Вонона II                                                          |                                                       |
| Аршак XXXVI                                             | Вардан II              |            | Цар царів, Евергет, Дікайос, Епіфан, Філеллін                             | ?–?                 | 55                | 58               | Син Вологеза I                                                         | Повалений                                             |
| Аршак XXXVII                                            | Вологез II             |            | Цар царів, Дікайос, Епіфан, Філеллін                                      | ?–?                 | 77                | 89/90            | Син Вологеза I                                                         |                                                       |
| Аршак XXXVIII                                           | Пакор II               |            | Цар царів, Дікайос, Епіфан, Філеллін                                      | ?–115               | 77                | 115              | Син Вонона II                                                          |                                                       |
| Аршак XXXIX                                             | Артабан IV             |            | Цар царів, Дікайос, Епіфан, Філеллін                                      | ?–?                 | 80                | 81               | Син Артабана III                                                       |                                                       |
| Аршак XL                                                | Хосрой I               |            | Цар царів, Евергет, Дікайос, Епіфан, Філеллін                             | ?–130               | 89/90             | 130              | Син Вологеза II                                                        |                                                       |
| Аршак XLI                                               | Вологез III (or IV)    |            | Цар царів, Дікайос, Епіфан, Філеллін                                      | ?–148               | 105               | 148              | ?                                                                      |                                                       |
| Аршак XLII                                              | Мітрідат IV            |            | Цар царів, Дікайос, Епіфан, Філеллін                                      | ?–145               | 115               | 145              | Брат Хосроя I                                                          | Убитий у бою з римлянами                              |
| Аршак XLIII                                             | Партамаспат            |            | Цар царів, Евергет, Дікайос, Епіфан, Філеллін                             | ?–після 123         | 116               | 117              | Син Хосроя I                                                           | Повалений і висланий в Рим                            |
| Аршак XLIV                                              | Санатрук II            |            | Цар царів, Дікайос, Епіфан, Філеллін                                      | ?– 145              | 145               | 145              | Син Мітрідата IV                                                       | Убитий у бою з римлянами                              |
| Аршак XLV                                               | Вологез IV             |            | Цар царів, Дікайос, Епіфан, Філеллін                                      | ?–191               | 148               | 191              | Син Мітрідата IV                                                       |                                                       |
| Аршак XLVI                                              | Вологез V              |            | Цар царів, Дікайос, Епіфан, Філеллін                                      | ?–208               | 191               | 208              | Син Вологеза IV                                                        |                                                       |
| Аршак XLVII                                             | Хосрой II              |            | Цар царів, Дікайос, Епіфан, Філеллін                                      | ?–?                 | 190               | 195              | Син Вологеза IV                                                        |                                                       |
| Аршак XLVIII                                            | Вологез VI             |            | Цар царів, Дікайос, Епіфан, Філеллін                                      | 181–228             | 208               | 228              | Син Вологеза V                                                         | Убитий Ардаширом І                                    |
| Аршак XLIX                                              | Артабан V              |            | Цар царів, Дікайос, Епіфан, Філеллін                                      | ?–226               | 213               | 226              | Син Вологеза V                                                         | Убитий Ардаширом І                                    |
| Аршак L                                                 | Тірідат IV             |            | Цар царів, Дікайос, Епіфан, Філеллін                                      | ?–?                 | 217               | 222              | Син Вологеза IV                                                        | Також був царем Вірменії                              |

## Династія Сасанідів(224—651)

Держава Сасанідів у період найбільшої могутності.

| Тронне ім'я                 | Оригінальне ім'я | Зображення | Титул                        | Роки життя           | Початок правління | Кінець правління | Родинні зв’язки                                                                     | Примітки                              |
| --------------------------- | ---------------- | ---------- | ---------------------------- | -------------------- | ----------------- | ---------------- | ----------------------------------------------------------------------------------- | ------------------------------------- |
| Рід Сасан                   |                  |            |                              |                      |                   |                  |                                                                                     |                                       |
| Ардашир І                   |                  |            | Шахіншах                     | 180 — лютий 242      | 28 квітня 224     | лютий 242        | Син Папака сина Сасана                                                              |                                       |
| Шапур I                     |                  |            | Шахіншах                     | 215 — травень 270    | 12 квітня 240     | травень 270      | Син Ардашира I                                                                      |                                       |
| Ормізд I                    | Ормізд-Ардашир   |            | Шахіншах, Великий цар вірмен | ?–червень 271        | травень 270       | червень 271      | Син Шапура I                                                                        |                                       |
| Бахрам I                    |                  |            | Шахіншах, Гіляншах           | ?–вересень 274       | червень 271       | вересень 274     | Син Шапура I                                                                        |                                       |
| Бахрам II                   |                  |            | Шахіншах                     | ?–293                | вересень 274      | 293              | Син Бахрама I                                                                       |                                       |
| Бахрам III                  |                  |            | Шахіншах, Саканшах           | ?–293                | 293               | 293              | Син Бахрама II                                                                      | Скинутий                              |
| Нарсе I                     |                  |            | Шахіншах, Великий цар вірмен | ?–302                | 293               | 302              | Син Шапура I                                                                        | Зрікся престолу                       |
| Ормізд II                   |                  |            | Шахіншах                     | ?–309                | 302               | 309              | Син Нарсе I                                                                         | Убитий іранськими аристократами       |
| Атурнарсе                   |                  |            | Шахіншах                     | ?–309                | 309               | 309              | Син Ормізда II                                                                      | Убитий іранськими аристократами       |
| Шапур II                    |                  |            | Шахіншах                     | 309 — 379            | 309               | 379              | Син Ормізда II                                                                      |                                       |
| Ардашир II                  |                  |            | Шахіншах                     | ?–383                | 379               | 383              | Син Шапура II                                                                       |                                       |
| Шапур III                   |                  |            | Шахіншах                     | ?–Dec. 388           | 383               | Dec. 388         | Син Шапура II                                                                       | Убитий іранськими аристократами       |
| Бахрам IV                   |                  |            | Шахіншах, Кірманшах          | ?–399                | Dec. 388          | 399              | Син Шапура II                                                                       |                                       |
| Єздигерд I                  |                  |            | Шахіншах                     | 363 — 21 січня 420   | 399               | 21 січня 420     | Син Шапура III                                                                      | Убитий іранськими аристократами       |
| Бахрам V                    |                  |            | Шахіншах                     | 406 — 20 червня 438  | 21 січня 420      | 20 червня 438    | Син Яздегерда I                                                                     |                                       |
| Єздигерд II                 |                  |            | Шахіншах                     | ?–15 грудня 457      | 20 червня 438     | 15 грудня 457    | Син Бахрама V                                                                       |                                       |
| Ормізд III                  |                  |            | Шахіншах                     | 399–459              | 457               | 459              | Син Яздегерда II                                                                    | Страчений Перозом I                   |
| Пероз I                     |                  |            | Шахиншах                     | 459 –січень 484      | 457               | 484              | Син Яздегерда II                                                                    | Убитий в бою з ефталітами             |
| Балаш                       |                  |            | Шахиншах                     | ?–488                | лютий 484         | 488              | Син Яздегерда II                                                                    | Скинутий                              |
| Кавад I                     |                  |            | Шахиншах                     | 449 — 13 вересня 531 | 488               | 496              | Син Пероза I                                                                        | Скинутий                              |
| Замасп                      |                  |            | Шахиншах                     | ?–502                | 496               | 498              | Син Пероза I                                                                        | Скинутий                              |
| Кавад I                     |                  |            | Шахиншах                     | 449 — 13 вересня 531 | 498               | 13 вересня 531   | Син Пероза I                                                                        |                                       |
| Хосров I Ануширван          |                  |            | Шахиншах, Анушіраван, Суддя  | 500 — 31 грудня 579  | 13 вересня 531    | 31 січня 579     | Син Кавад I                                                                         |                                       |
| Ормізд IV                   |                  |            | Шахиншах                     | 540 — 5 вересня 590  | 31 січня 579      | 5 вересня 590    | Син Хосрова I                                                                       | Убитий Вістахмом                      |
| Хосров II Парвіз            |                  |            | Шахиншах                     | 570 — 28 лютого 628  | Вересень 590      | Вересень 590     | Син Ормізда IV                                                                      | Повалений і висланий до Візантії      |
| Рід Міхран                  |                  |            |                              |                      |                   |                  |                                                                                     |                                       |
| Бахрам VI                   | Мербандак        |            | Шахиншах                     | ? -591               | вересень 590      | січень 591       | Син Бари Гашнаспа зроду Міхран]                                                     | Убитий за наказом Хосрова II          |
| Рід Сасан                   |                  |            |                              |                      |                   |                  |                                                                                     |                                       |
| Хосров II Парвіз            |                  |            | Шахиншах, Aparviz            | 570 — 28 лютого, 628 | січень 591        | 25 лютого 628    | Син Ормізда IV                                                                      | Страчений за наказом Кавада II        |
| Рід Іспабудхан              |                  |            |                              |                      |                   |                  |                                                                                     |                                       |
| Вістахм                     |                  |            | Шахиншах                     | ? -596 або 600       | 591               | 596 або 600      | Син Шапура з роду Іспабудхан, дядько Хосрова II і чоловік Гордуї, сестри Бахрама VI | Убитий дружиною або Паровком          |
| Рід Сасан                   |                  |            |                              |                      |                   |                  |                                                                                     |                                       |
| Кавад II                    | Шіруях           |            | Шахиншах                     | ? -15 вересня 628    | 25 лютого 628     | 15 вересня 628   | Син Хосрова II                                                                      | Помер від чуми                        |
| Арташир III                 |                  |            | Шахиншах                     | 621 — 27 квітня 629  | 15 вересня 628    | 27 квітня 629    | Син Кавада II                                                                       | Убитий Фарруханом Шахрваразою         |
| Рід Міхран                  |                  |            |                              |                      |                   |                  |                                                                                     |                                       |
| Фаррухан Шахрвараз          |                  |            | Шахиншах                     | ? -17 червня 629     | 27 квітня 629     | 17 червня 629    | Сасанідський генерал з роду Міхран                                                  | Убитий за наказом Борандохт           |
| Рід Сасан                   |                  |            |                              |                      |                   |                  |                                                                                     |                                       |
| Хосров III                  |                  |            | Шахиншах                     | ? -630               | 630               | 630              | Племінник Хосрова II                                                                | Убитий після декількох днів правління |
| Борандохт (Перше правління) |                  |            | Шахбану                      | 590 — 632            | 17 червня 629     | 16 червня 630    | Дочка Хосрова II                                                                    | Повалена іранськими аристократами     |
| Шапер І Шарварас            |                  |            | Шахиншах                     | ? -?                 | 630               | 630              | Син Фаррухана Шахрвараза і сестри Хосрова II                                        | Повалений іранськими аристократами    |
| Пероз II                    | Гушнасп-Бандех   |            | Шахиншах                     | ? -630               | 630               | 630              | Син Міхран-Гошнаспа та Чачабархти, дочки Яздандада сина Хосрова I.                  | Убитий іранськими аристократами       |
| Азармедохт                  |                  |            | Шахбану                      | ? -631               | 630               | 631              | Дочка Хосрова II                                                                    | Убита іранськими аристократами        |
| Хосров IV                   | Khurrazadh       |            | Шахиншах                     | ? -631               | 631               | 631              | Син Хосрова II                                                                      | Убитий іранськими аристократами       |
| Рід Іспабудхан              |                  |            |                              |                      |                   |                  |                                                                                     |                                       |
| Фаррух Ормізд               |                  |            | Шахиншах                     | ? -631               | 630               | 631              | Син сасанідського генерала Віндуї, брата Вістахми                                   | Убитий за наказом Азармедохт          |
| Рід Сасан                   |                  |            |                              |                      |                   |                  |                                                                                     |                                       |
| Ормізд VI                   |                  |            | Шахиншах                     | ? -631               | 630               | 631              | Онук Хосрова II                                                                     | Убитий іранськими аристократами       |
| Борандохт (Друге царювання) |                  |            | Шахбану                      | 590 — 632            | 631               | 632              | Дочка Хосров II                                                                     | Задушена                              |
| Єздигерд III                |                  |            | Шахиншах                     | 624 — 651            | 16 червня 632     | 651              | Син Шахріяра сина Хосрова II                                                        | убитий мельником                      |

## Династія Дабуїдів(642—760)

Дабуїди, бл. 720

| Ім'я                        | Зображення | Титул                                | Роки життя | Початок правління | Кінець правління | Родинні зв’язки        | Примітки                        |
| --------------------------- | ---------- | ------------------------------------ | ---------- | ----------------- | ---------------- | ---------------------- | ------------------------------- |
| Династія Дабуїдів (642—760) |            |                                      |            |                   |                  |                        |                                 |
| Гіл Гавбара                 |            | Іспахбадх                            | ? -660     | 642               | 660              | син Піруза             |                                 |
| Дабуя                       |            | Іспахбадх, Гіл-Гілян, Падашваргаршах | ? -676     | 660               | 676              | Син Гіл Гавбари        |                                 |
| Фаррукан Великий            |            | Іспахбадх, Гіл-Гілян, Падашваргаршах | ? -728     | 712               | 728              | Син Дабуї              |                                 |
| Дадбурзмір                  |            | Іспахбадх, Гіл-Гілян, Падашваргаршах | ? -740/741 | 728               | 740/741          | Син Фаррукана Великого |                                 |
| Фаррукан Малий              |            | Іспахбадх, Гіл-Гілян, Падашваргаршах | ? -747/48  | 740/741           | 747/48           | Син Фаррукана Великого | Регент Хуршида Табаристанського |
| Хуршид Табаристанський      |            | Іспахбадх, Гіл-Гілян, Падашваргаршах | 734 — 761  | 740/741           | 760              | Син Дадбурзміра        | Покінчив життя самогубством     |

## Праведний халіфат(642—661)

Праведний халіфат у період свого найбільшого розквіту при халіфі Османі, у 654 році

| Кунья                       | Ім'я                | Зображення | Титул                                              | Роки життя | Початок правління | Кінець правління | Родинні зв’язки                                   | Примітки                                                                                |
| --------------------------- | ------------------- | ---------- | -------------------------------------------------- | ---------- | ----------------- | ---------------- | ------------------------------------------------- | --------------------------------------------------------------------------------------- |
| Праведний халіфат (632—661) |                     |            |                                                    |            |                   |                  |                                                   |                                                                                         |
| Абу Хафс                    | Умар ібн аль-Хаттаб |            | Аль-Фарук, Халіф, Амір аль-мумінін                 | 583-644    | 642               | 644              | Син Хаттаба ібн Нуфайла.                          | Умар став халіфом в 634 і його війська завоювали Персію в 642. Вбитий Пірузом Нахаванді |
| Абу Амр                     | Осман ібн Аффан     |            | Зоннурайн, Халіф, Амір аль-мумінін                 | 579-656    | 644               | 656              | Син Аффана, з клану Омеядів.                      | Убитий хариджитами                                                                      |
| Абу-ль-Хасан                | Алі ібн Абу Таліб   |            | Аль-Мортаза, Халіф, Амір аль-мумінін, Великий Імам | 598-661    | 656               | 661              | Син Абу Таліба з клану Хашимітів. Зять Мухаммеда. | Убитий хариджитами                                                                      |

## Омеядський халіфат (661—750)

Омеядський халіфат у період найбільшого розквіту (750 рік)

| Кунья                        | Ім'я          | Зображення | Титул                   | Роки життя | Початок правління | Кінець правління | Родинні зв’язки                                                                     | Примітки              |
| ---------------------------- | ------------- | ---------- | ----------------------- | ---------- | ----------------- | ---------------- | ----------------------------------------------------------------------------------- | --------------------- |
| Омеядський халіфат (661—750) |               |            |                         |            |                   |                  |                                                                                     |                       |
| Абу Абдулла                  | Муавія I      |            | Халіф, Амір аль-мумінін |            | 661               | 680              | Син Абу Суф'ян ібн Харб, двоюрідний брат Османа ібн Аффана і далекий родич Магомета |                       |
| Абу Халід                    | Язид I        |            | Халіф, Амір аль-мумінін |            | 680               | 683              | Син Муавії                                                                          |                       |
| Абу Абд ур-Рахман            | Муавія II     |            | Халіф, Амір аль-мумінін |            | 683               | 684              | Син Язид I                                                                          | Відрікся ві влади (?) |
| Абу Абд аль-Малік            | Марван I      |            | Халіф, Амір аль-мумінін |            | 684               | 685              | Син Хакема, кузен Муавія I                                                          | Убитий своєю дружиною |
| Абуль-Валід                  | Абд аль-Малік |            | Халіф, Амір аль-мумінін |            | 685               | 705              | Син Марвана I                                                                       |                       |
| Абуль-Аббас                  | Аль-Валід I   |            | Халіф, Амір аль-мумінін |            | 705               | 715              | Син Абд аль-Маліка                                                                  |                       |
| Абу Айюб                     | Сулайман      |            | Халіф, Амір аль-мумінін |            | 715               | 717              | Син Абд аль-Маліка                                                                  |                       |
| Абу Хафс                     | Умар II       |            | Халіф, Амір аль-мумінін |            | 717               | 720              | Син Абд аль-Азіза, сина Марвана I                                                   |                       |
| Абу Халід                    | Язид II       |            | Халіф, Амір аль-мумінін |            | 720               | 724              | Син Абд аль-Маліка                                                                  |                       |
| Абуль-Валід                  | Хішам         |            | Халіф, Амір аль-мумінін |            | 724               | 743              | Син Абд аль-Маліка                                                                  |                       |
| Абуль-Аббас                  | Аль-Валід II  |            | Халіф, Амір аль-мумінін |            | 743               | 744              | Син Язида II                                                                        |                       |
| Абу Халід                    | Язид III      |            | Халіф, Амір аль-мумінін |            | 744               | 744              | Син Аль-Валіда I і Шанфаранд, дочки Пероза III                                      | убитий                |
| Абу Ісхак                    | Ібрагім       |            | Халіф, Амір аль-мумінін |            | 744               | 744              | Син Аль-Валіда I                                                                    | убитий                |
| Абу Абд аль-Малік            | Марван II     |            | Халіф, Амір аль-мумінін |            | 744               | 750              | Син Мухаммада сина Марвана I                                                        | Убитий Саффахом       |

## Аббасидський халіфат (750—946)

Аббасидський халіфат у період найбільшого розквіту, бл. 850.

| Тронне ім'я                           | Ім'я                 | Зображення | Титул                   | Роки життя    | Початок правління | Кінець правління | Родинні зв’язки                            | Примітки                    |
| ------------------------------------- | -------------------- | ---------- | ----------------------- | ------------- | ----------------- | ---------------- | ------------------------------------------ | --------------------------- |
| Династія Аббасидів (750—946)          |                      |            |                         |               |                   |                  |                                            |                             |
| Ас-Саффах                             | Абуль-Аббас Абдулла  |            | Халіф, Амір аль-мумінін | 721-754       | 750               | 754              | Син Мухаммада Ібн Алі ібн Абдаллаха        | Помер від віспи             |
| Аль-Мансур                            | Абу Джафар Абдулла   |            | Халіф, Амір аль-мумінін | 714-775       | 754               | 775              | Брат Ас-Саффаха                            | Помер під час хаджу         |
| Аль-Махді                             | Абу Абдулла Мухаммад |            | Халіф, Амір аль-мумінін | 744 / 5-785   | 775               | 785              | Син Аль-Мансура                            |                             |
| Муса аль-Хаді                         | Абу Мухаммад Муса    |            | Халіф, Амір аль-мумінін | 764-786       | 785               | 786              | Син Аль-Махді                              |                             |
| Ар-Рашид                              | Абу Джафар Гарун     |            | Халіф, Амір аль-мумінін | 763 / 766—809 | 786               | 809              | Син Аль-Махді                              | Помер у поході              |
| Мухаммад аль-Амін                     | Абу Абдулла Мухаммад |            | Халіф, Амір аль-мумінін | 787-813       | 809               | 813              | Син аль-Рашида                             | Убитий Аль-Мамуном          |
| Аль-Мамун                             | Абуль-Аббас Абдулла  |            | Халіф, Амір аль-мумінін | 786-833       | 813               | 833              | Син аль-Рашида                             |                             |
| Аль-Мутасім                           | Абу Ісхак Мухаммад   |            | Халіф, Амір аль-мумінін | 795-842       | 833               | 842              | Син аль-Рашида                             |                             |
| Аль-Ватік                             | Абу Джафар Гарун     |            | Халіф, Амір аль-мумінін | 816-847       | 842               | 847              | Син Аль-Мутасима                           | Помер від водянки           |
| Аль-Мутавакіль                        | Абуль-Фазл Джафар    |            | Халіф, Амір аль-мумінін | 821-861       | 847               | 861              | Син Аль-Мутасима                           | Убитий Аль-Мунтасиром       |
| Мухаммад аль-Мунтасір                 | Абу Джафар Мухаммад  |            | Халіф, Амір аль-мумінін | 837-862       | 861               | 862              | Син Аль-Мутавакіля                         |                             |
| Аль-Мустаїн                           | Абуль-Аббас Ахмад    |            | Халіф, Амір аль-мумінін | 836-866       | 862               | 866              | Син Мухаммада сина Аль-Мутасима            | Повалений, згодом вбитий    |
| Зубайр аль-Мутазз                     | Абу Абдулла Зубайр   |            | Халіф, Амір аль-мумінін | 847-869       | 866               | 869              | Син Аль-Мутавакіля                         | Повалений, згодом вбитий    |
| Мухаммад аль-Мухтаді                  | Абу Ісхак Мухаммад   |            | Халіф, Амір аль-мумінін | ?? — 870      | 869               | 870              | Син Аль-Васика                             |                             |
| Ахмад аль-Мутамід                     | Абуль-Аббас Ахмад    |            | Халіф, Амір аль-мумінін | 844-892       | 870               | 892              | Син Аль-Мутавакіля                         |                             |
| Абдуллах аль-Мутадід                  | Абуль-Аббас Ахмад    |            | Халіф, Амір аль-мумінін | 854 / 861—902 | 892               | 902              | Син Тала аль-Муваффака сина Аль-Мутавакіля |                             |
| Алі аль-Муктафі                       | Абу Мохаммад Алі     |            | Халіф, Амір аль-мумінін | 877/8-908     | 902               | 908              | Син Аль-Мутадіда                           |                             |
| Джафар аль-Муктадір (Перше правління) | Абуль-Фазл Джафар    |            | Халіф, Амір аль-мумінін | 895-932       | 908               | 929              | Син Аль-Мутадіда                           | Скинутий                    |
| Мухаммад аль-Кахір (Перше правління)  | Абу Мансур Мухаммад  |            | Халіф, Амір аль-мумінін | 899-950       | 929               | 929              | Син Аль-Мутадіда                           | Вимушений зректися престолу |
| Джафар аль-Муктадір (Друге правління) | Абуль-Фазл Джафар    |            | Халіф, Амір аль-мумінін | 895-932       | 929               | 932              | Син Аль-Мутадіда                           | Убитий                      |
| Мухаммад аль-Кахір (Друге правління)  | Абу Мансур Мухаммад  |            | Халіф, Амір аль-мумінін |               | 932               | 934              | Син Аль-Мутадіда                           | Повалений і осліплений      |
| Ахмад ар-Раді                         | Мухаммед             |            | Халіф, Амір аль-мумінін | 907-940       | 934               | 940              | Син Аль-Муктадира Білл                     |                             |
| Ібрагім аль-Муттакі                   | Абу Ісхак Ібрахім    |            | Халіф, Амір аль-мумінін | 908-968       | 940               | 944              | Син Аль-Муктадира                          | Повалений і осліплений.     |
| Абдуллах аль-Мустакфі                 | Абуль-Касим Абдулла  |            | Халіф, Амір аль-мумінін | 905-949       | 944               | 946              | Син Аль-Муктафі                            | Повалений і осліплений.     |

## Династія Саманідів (819—999)

Саманідська держава

| Тронне ім'я                  | Тронне ім'я      | Ім'я | Зображення | Титул       | Роки життя | Початок правління | Кінець правління | Родинні зв’язки | Примітки                     |
| ---------------------------- | ---------------- | ---- | ---------- | ----------- | ---------- | ----------------- | ---------------- | --------------- | ---------------------------- |
| Династія Саманідів, 819—1005 |                  |      |            |             |            |                   |                  |                 |                              |
| 1                            | Ахмад I          |      |            |             | ?-864/5    | 819               | 864/5            |                 |                              |
| 2                            | Наср I           |      |            |             | ? -892     | 864/5             | 892              |                 |                              |
| 3                            | Ісмаїл I         |      |            | Адель       | ? -907     | 892               | 907              |                 |                              |
| 4                            | Ахмад II         |      |            | Шахід       | ? -914     | 907               | 914              |                 | Убитий охоронцями            |
| 5                            | Наср II          |      |            | Саїд        | ? -943     | 914               | 942              | Син Ахмада II   | Зрікся престолу              |
| 6                            | Нух І            |      |            | Хамід       | ? -954     | 942               | 954              | Син Насра II    |                              |
| 7                            | Абд аль-Малик I  |      |            | Рашид       | ? -?       | 954               | 961              | Син Нуха І      |                              |
| 8                            | Мансур I         |      |            | Моаєд       | ? -976     | 961               | 976              | Син Нуха І      |                              |
| 9                            | Нух II           |      |            | Радхи       | ? -997     | 976               | 996              | Син Мансура I   |                              |
| 10                           | Мансур II        |      |            | Аболь Харет | ?-999      | 996               | 999              | Син Нуха ІІ     |                              |
| 11                           | Абд аль-Малик II |      |            | Аболь Фавар | ? -?       | 999               | 999              | Син Нуха ІІ     | Скинутий і висланий з країни |
| 12                           | Ісмаїл II        |      |            | Мунтасір    | ? -1005    | 1000              | 1005             |                 |                              |

## Династія Саффаридів (861—1003)

Саффаридська держава у період найбільшого розквіту

| Кунья                          | Ім'я            | Зображення | Титул | Роки життя                     | Початок правління | Кінець правління | Родинні зв’язки          | Примітки                                               |
| ------------------------------ | --------------- | ---------- | ----- | ------------------------------ | ----------------- | ---------------- | ------------------------ | ------------------------------------------------------ |
| Династія Саффаридів (861—1003) |                 |            |       |                                |                   |                  |                          |                                                        |
|                                | Якуб ас-Саффара |            | емір  | 840 — 879                      | 861               | 879              | Син аль-Лейса            | Помер від хвороби                                      |
|                                | Амр             |            | емір  | ? -902                         | 879               | 901              | Син аль-Лейса            | Захоплений у полон Саманідами та страчений у Багдаді   |
| Абуль-Хасан                    | Тахір           |            | емір  | ? -?                           | 901               | 908              | Син Мухаммада сина Амра  | Ув'язнений в Багдаді                                   |
|                                | Аль-Лейс        |            | емір  | ? -928                         | 909               | 910              | Син Алі сина аль-Лейса   | Помер з природних причин, під час ув'язнення у Багдаді |
|                                | Мухаммад        |            | емір  | ? -?                           | 910               | 911              | Син Алі сина аль-Лейса   | Ув'язнений в Багдаді                                   |
| Абу Хафс                       | Амр             |            | емір  | 902 -?                         | 912               | 913              | Син Якуба                | Скинутий Саманідами                                    |
| Абу Джафар                     | Ахмад           |            | емір  | 21 червня 906 — 31 березня 963 | 923               | 963              | Син Мухаммада, сина Амра | Убитий                                                 |
| Абу Ахмад                      | Халаф           |            | емір  | Листопад 937 — березень 1009   | 963               | 1003             | Син Ахмада               | Скинутий Газневідами, помер у засланні                 |

## Династія Гурідів (879—1215)

Держава Гурідів у період найбільшого розквіту, 1202 рік.

| Тронне ім'я                 | Ім'я                 | Зображення | Титул  | Роки життя | Початок правління | Кінець правління | Родинні зв’язки           | Примітки                                             |
| --------------------------- | -------------------- | ---------- | ------ | ---------- | ----------------- | ---------------- | ------------------------- | ---------------------------------------------------- |
| Династія Гурідів (879—1215) |                      |            |        |            |                   |                  |                           |                                                      |
|                             | Амір Сурі            |            | Малік  | ? -?       | ?                 | ?                | Батько Мухаммад ібн Сурі  | Перший малік династії Гурідів                        |
|                             | Мухаммад ібн Сурі    |            | Малік  | ? -1011    | ?                 | 1011             | Син Аміра Сурі            | Отруївся                                             |
|                             | Абу Алі ібн Мухаммад |            | Малік  | ? -1035    | 1011              | 1035             | Син Мухаммада ібн Сурі    | Скинутий і убитий його племінником Аббасом ібн Шітом |
|                             | Аббас ібн Шіт        |            | Малік  | ? -1060    | 1035              | 1060             |                           | Повалений і убитий Газневідами                       |
|                             | Мухаммад ібн Аббас   |            | Малік  | ? -1080    | 1060              | 1080             | Син Аббаса ібн Шіта       |                                                      |
|                             | Кутб ад-Дін Хасан    |            | Малік  | ? -1100    | 1080              | 1100             | Син Мухаммада ібн Аббаса  |                                                      |
|                             | Ізз ад-Дін Хусейн    |            | Малік  | ? -1146    | 1100              | 1146             | Син Кутб ад-Дін Хасана    |                                                      |
|                             | Сайф ад-Дін Сурі     |            | Малік  | ? -1149    | 1146              | 1 149            | Син Ізз ад-Дін Хусайна    |                                                      |
|                             | Баха ад-Дін Сам I    |            | Малік  | ? -1149    | 1149              | 1149             | Син Ізз ад-Дін Хусайна    |                                                      |
|                             | Хусейн II Ґорі       |            | Малік  | ? -1161    | 1149              | 1161             | Син Ізз ад-Дін Хусайна    |                                                      |
|                             | Сайф ад-Дін Мухаммад |            | Малік  | ? -1163    | 1161              | 1163             | Син Ала ад-Дін Хусайна    |                                                      |
|                             | Абул-Фатіх Ґорі      |            | Султан | 1139-1202  | 1163              | 1202             | Син Баха ад-Дін Сема I    |                                                      |
|                             | Муїзз ад-Дін         |            | Султан | 1149-1206  | 1173              | 1206             | Син Баха ад-Дін Сема I    |                                                      |
|                             | Махмуд Ґорі          |            | Султан | ? -1212    | 1206              | 1212             | Син Гіяс ад-Дін Мухаммада |                                                      |
|                             | Баха ад-Дін Сам III  |            | Султан | ? -1213    | 1212              | 1213             | Син Гіяс ад-Дін Махмуда   |                                                      |
|                             | Ала ад-Дін Атсіз     |            | Султан | 1159-1214  | 1213              | 1214             | Син Ала ад-Дін Хусайна    |                                                      |
|                             | Ала ад-Дін Алі       |            | Султан | ? -1215    | 1214              | 1215             | Син Шуя аль-Дін Мухаммада |                                                      |

## Династії Буїдів(934—1062)

Держава Буїдів у період найбільшого розквіту

| Тронне ім'я                                | Ім'я                      | Зображення | Титул                  | Роки життя  | Початок правління | Кінець правління | Родинні зв’язки                                | Примітки                                                                                    |
| ------------------------------------------ | ------------------------- | ---------- | ---------------------- | ----------- | ----------------- | ---------------- | ---------------------------------------------- | ------------------------------------------------------------------------------------------- |
| Буїди Фарсу (933—1062)                     |                           |            |                        |             |                   |                  |                                                |                                                                                             |
| Імад аль-Даула                             | Абуль-Хасан Алі           |            | Емір, Амір аль-умара   | 891 — 949   | 934               | 949              | Син Буї                                        | Також Старший емір Буїдів (934—949)                                                         |
| Адуд ад-Даула                              | Фанна Хосров              |            | Емір, Шахиншах         | 936-983     | 949               | 983              | Син Рукн аль-Даули і племінник Імада аль-Даули | Старший Емір (976—983) і емір Іраку (978—983)                                               |
| Шараф аль-Даула                            | Абуль-Фаваріз Шірділ      |            | Емір, Амір аль-умара   | 962-989     | 983               | 989              | Син Азуда аль-Даули                            | Також старший емір і емір Іраку (987—989)                                                   |
| Самсам аль-Даула                           | Абу Каліджар Марзубан     |            | Емір, король           | 964-998     | 989               | 998              | Син Адуда аль-Даули                            | Також емір Іраку і самопроголошений Старший емір (983—986)                                  |
| Баха аль-Даула                             | Абу Наср Фіруз            |            | Емір, король, шахиншах | 971-1012    | 998               | 1012             | Син Адуда аль-Даули                            | Також емір Іраку (988—1012) і старший емір (997—1012)                                       |
| Султан аль-Даула                           | Абу-Шуя                   |            | емір                   | 992-1024    | 1012              | 1024             | Син Баха аль-Даули]                            | Також емір Іраку і Старший емір (1012—1021)                                                 |
| Абу Каліджар                               | Марзубан                  |            | Емір, шахиншах         | ? 1011—1048 | 1024              | 1048             | Син Султана аль-Даули                          | Також Емір Кермана (1028—1048), старший емір (1037—1048) і емір Іраку (1044—1048)           |
| Абу Мансур Фулад Сутун                     |                           |            | емір                   | ? -1062     | 1048              | 1054             | Син Абу Каліджара                              |                                                                                             |
| Абу Саад Хосров Шах                        |                           |            | емір                   | ? -?        | 1051              | 1054             | Син Абу Каліджара                              |                                                                                             |
| Абу Мансур Фулад Сутун                     |                           |            | емір                   | ? -1062     | 1054              | 1062             | Син Абу Каліджара                              | Убитий Шабанкарою племінним вождем Фадлуя                                                   |
| Буїди Рея, Ісфагана та Хамадана (935—1038) |                           |            |                        |             |                   |                  |                                                |                                                                                             |
| Рукн аль-Даула                             | Абу Алі Хасан             |            | Емір, Амір аль-умара   | 898-976     | 935               | 976              | син Буї                                        | Також Старший емір (949—976)                                                                |
| Факр аль-Даула (Перше правління)           | Абуль-Хасан Алі           |            | емір                   | 952-997     | 976               | 980              | Син Рукн аль-Даули                             |                                                                                             |
| Муаяд аль-Даула                            | Абу Мансур                |            | емір                   | 941-983     | 976               | 983              | Син Рукн аль-Даули                             | Також емір Хамадану (976—983), Джібаля (977—983), Табарістану (980—983), і Горган (981—983) |
| Факр аль-Даула (Друге правління)           | Абуль-Хасан Алі           |            | Емір, король, шахіншах | 942-997     | 976               | 997              | Син Рукн аль-Даули                             | Також емір Хамадану і Табарістані (984—997) і старший емір (991—997)                        |
| Маджд аль-Даула                            | Абу Талеб Ростам          |            | емір                   | 993-1029    | 997               | 1029             | Син Фахр аль-Даули                             | Правив лише у Реї, самопроголошений Старший емір                                            |
| Шамс аль-Даула                             | Абу Тахір                 |            | емір                   | ? -1021     | 997               | 1021             | Син Фахр аль-Даули                             | Тільки в Ісфахані і Хамадані, самопроголошений Старший емір                                 |
| Самаа аль-Даула                            | Абуль-Хасан Алі           |            | емір                   | ? -1023     | 1021              | 1023             | Син Шамс аль-Даули                             | Тільки в Хамадані, повалений Какуїдами                                                      |
| Буїди Іраку та Хузистану (945—1055)        |                           |            |                        |             |                   |                  |                                                |                                                                                             |
| Муїз аль-Даула                             | Абуль-Хусайн Ахмад        |            | Емір, Амір аль-умара   | 915-966     | 945               | 966              | син Буї                                        |                                                                                             |
| Ізз аль-Даула                              | Абу Мансур Бахтіяр        |            | Емір, Амір аль-умара   | 943-979     | 966               | 979              | Син Муїза аль-Даули                            | Самопроголошений Старший емір (976—978)                                                     |
| Адуд ад-Даула                              | Фанна Хосров              |            | Емір, шахиншах         | 937-983     | 977               | 983              | Син Рукн аль-Даули                             | Також Емір Фарсу (949—983) і старший емір (976—983)                                         |
| Самсам аль-Даула                           | Абу Каліжар Марзбан       |            | Емір, король           | 964-998     | 983               | 987              | Син Адуда аль-Даули                            | Крім того, самопроголошений Старший емір (983—986) і Емір Фарса і Кермана (989—998)         |
| Шараф аль-Даула                            | Абуль-Фаваріз Шірділ      |            | Емір, Амір аль-умара   | 962-989     | 987               | 989              | Син Адуд аль-Даули                             | Також Емір Фарсу (983—989) і Старший емір (987—989)                                         |
| Баха аль-Даула                             | Абу Наср Фіруз            |            | Емір                   | 970-1012    | 989               | 1012             | Син Адуд аль-Даули                             | Також Старший Емір (997—1012) і Емір Фарсу (999—1012)                                       |
| Султан аль-Даула                           | Абу-Шуя                   |            | емір                   | 992-1024    | 1012              | 1021             | Син Баха аль-Даули                             | Також Старший Емір (1012—1021) і Емір Фарсу (1012—1024)                                     |
| Мушаріф аль-Даула                          | Абу Алі                   |            | Емір, шахиншах, король | 1002-1025   | 1021              | 1025             | Син Бахи аль-Даули                             | Старший емір (1024—1025)                                                                    |
| Джалал аль-Даула                           | Абу Тахір Жалал аль-Даула |            | емір                   | 994-1043    | 1027              | 1043             | Син Бахи аль-Даули                             |                                                                                             |
| Абу Каліджар                               | Марзубан                  |            | Емір, шахіншах         | ? 1011—1048 | 1043              | 1048             | Син Султана аль-Даули                          | Також емір Фарса (1024—1048), емір Кермана (1028—1048) і старший емір (1037—1048)           |
| Аль-Малік аль-Рахім                        | Абу Наср Хосров Фируз     |            | емір                   | ? -1058     | 1048              | 1055             | Син Абу Каліджара                              | Також Старший Емір (1051—1055). Скинутий Тогрулом з сельджуків                              |

## Династія Зіяридів (928—1043)
| Тронне ім'я                    | Тронне ім'я | Ім'я | Зображення | Титул                    | Роки життя | Початок правління | Кінець правління | Родинні зв’язки           | Примітки          |
| ------------------------------ | ----------- | ---- | ---------- | ------------------------ | ---------- | ----------------- | ---------------- | ------------------------- | ----------------- |
| Династія Зіяридів, 928—1043 AD |             |      |            |                          |            |                   |                  |                           |                   |
| 1                              | Мердавідж   |      |            | Абольгаядж, емір         | ? -934     | 928               | 934              | син Зияра                 | Убитий охоронцями |
| 2                              | Вушмгір     |      |            | Абутахір                 | ? -967     | 934               | 967              | син Зияра                 |                   |
| 3                              | Бісутун     |      |            | Захір од-Доулех          | ? -976     | 967-              | 977              | син Вушмгіра              |                   |
| 4                              | Кабус       |      |            | Шамс-ол Маалі, Аболхасан |            | 977               | 1012             | син Вушмгіра              |                   |
| 5                              | Манучіхр    |      |            | Фалак ол-Маалі           |            | 1012              | 1031             | син Кабуса                |                   |
| 6                              | Анушіраван  |      |            | Шараф ол-Маалі           |            | 1031              | 1043             | син Манучіхра             |                   |
| 7                              | Кекавус     |      |            | Онсор ол-Маалі           |            |                   |                  | син Ескандара сина Кабуса |                   |
| 8                              | Гіляншах    |      |            |                          |            |                   |                  | син Кейкавуса             |                   |

## Сельджуцька імперія (1029—1194)

Держава сельджуків у період найбільшого розквіту за правління Малик-шаха I у 1092

| Тронне ім'я                             | Ім'я             | Зображення | Титул       | Роки життя | Початок правління | Кінець правління | Родинні зв’язки                     | Примітки |
| --------------------------------------- | ---------------- | ---------- | ----------- | ---------- | ----------------- | ---------------- | ----------------------------------- | --- |
| Династія Сельджуків (1029—1191)         |                  |            |             |            |                   |                  |                                     | |
| Рукн ад-Даула ва-д-Дін                  | Тогрул I         |            | Бек, султан | 995-1063   | 1029              | 1063             | Син Міхаїла сина Сельджука          | |
| Мухаммед ібн-Дауд                       | Алп-Арслан       |            | султан      | 1039-1072  | 1063              | 1072             | Син Чагрі-бека Давуда брата Тогрула | помер у поході                                                                                                  |
| Джелал ад-Даула ва'д-Дін                | Малік-шах I      |            | султан      | 1055-1092  | 1072              | 1092             | Син Алп Арслана                     | Убитий асасинами                                                                                                |
| Насир ад-Даула ва'д-Дін                 | Махмуд I         |            | султан      | 1086-1094  | 1092              | 1094             | Син Малик-шаха I                    | Помер від віспи                                                                                                 |
| Рукн ад-Даула ва'д-Дін                  | Баркіярук        |            | султан      | 1080-1105  | 1094              | 1105             | Син Малик-шаха I                    | |
| Гіяс ад-Даула ва-Дін                    | Мухаммед I Тапар |            | султан      | 1082-1118  | 1105              | 1118             | Син Малік-шаха I                    | |
| Мугліз ад-Даула ва-Дін                  | Махмуд II        |            | султан      | 1104-1131  | 1118              | 1131             | Син Мухаммеда I                     | Фактично править його дядько Санжар і Махмуд убитий під час повстання проти нього.                              |
| Рукн ад-Даула ва-Дін                    | Тогрул II        |            | султан      | 1109-1134  | 1132              | 1134             | Син Мухаммеда I                     | Правив тільки в Іраку, домінував його дядько Ахмед Санжар                                                       |
| Ас-Салатін Муїзз ад-Даула ва-Дін        | Ахмад Санджар    |            | султан      | 1087-1157  | 1097              | 1157             | Син Малик-шаха I                    | Правив в Хорасані. Помер від дизентерії                                                                         |
| Гіяс ад-Даула ва-Дін                    | Масуд            |            | султан      | 1109-1152  | 1134              | 1152             | Син Мухаммеда I                     | Правив у західній частині імперії.                                                                              |
| Мугіз ад-Даула ва-Дін (Перше царювання) | Малік-шах III    |            | султан      | 1128-1160  | 1152              | 1153             | Син Махмуда II                      | Скинутий |
| Гіяс ад-Даула ва-Дін                    | Мухаммед II      |            | султан      | 1128-1160  | 1153              | 1160             | Син Махмуда II                      | Правив зі своїм дядьком Сулейман-шахом (1153—1155)                                                              |
| Муїзз ад-Даула ва-Дін (Перше царювання) | Сулейман-шах     |            | султан      | 1118-1162  | 1153              | 1155             | Син Мухаммед I                      | Правив з племінником Мухаммедом II                                                                              |
| Мугіз ад-Даула ва-Дін (Друге правління) | Малік-шах III    |            | султан      | 1128-1160  | 1160              | 1160             | Син Махмуд II                       | Повалений жителями Ісфахана через 16 днів.                                                                      |
| Муїзз ад-Даула ва-Дін (Друге правління) | Сулейман-шах     |            | султан      | 1118-1162  | 1160              | 1161             | Син Мухаммеда I                     | Скинутий |
| Рукн ад-Даула ва-Дін                    | Арслан           |            | султан      | 1134-1176  | 1161              | 1176             | Син Тогрула II                      | Фактична влада у руках Ільденіза (1160—1174) і його сина Пахлавана (1174—1176)                                  |
| Рукн ад-Даула ва-Дін (Перше царювання)  | Тогрул III       |            | султан      | ? -1194    | 1176              | 1194             | Син Арслана                         | Фактична влада в руках Пахлавана (1176—1186) і Кизил Арслана (1186—1188). Повалений Кизил Арсланом в 1191 році. |
|                                         | Санджар II       |            | султан      |            | 1189              | 1191             | Син Сулейман-шаха                   | Фактична влада в руках Кизил Арслана (1189—1191).                                                               |
| Династія Ільдегізідів (1191)            |                  |            |             |            |                   |                  |                                     | |
|                                         | Кизил Арслан     |            | султан      | ? -1191    | 1191              | 1191             | Син Ільденіза                       | Кизил Арслан оголосив себе султаном і помер за годину до коронації.                                             |
| Династія сельджуків (1191—1194)         |                  |            |             |            |                   |                  |                                     | |
| Рукн ад-Даула ва-Дін (Друге правління)  | Тогрул III       |            | султан      | ? -1194    | 1176              | 1194             | Син Арслана                         | Убитий Хорезмшахом Текішем                                                                                      |

## Хорезм (1153—1231)

Хорезм у період найбільного розквіту

| Тронне ім'я                               | Ім'я            | Зображення | Титул  | Роки життя       | Початок правління | Кінець правління | Родинні зв’язки  | Примітки                                 |
| ----------------------------------------- | --------------- | ---------- | ------ | ---------------- | ----------------- | ---------------- | ---------------- | ---------------------------------------- |
| Династія Хорезмідів (1153—1231)           |                 |            |        |                  |                   |                  |                  |                                          |
| Ала ад-Дунья ва ад-Дін Абу-ль-Музаффар    | Атсиз           |            | султан | 1097 / 1105—1156 | 1153              | 1156             | син Мухаммеда I  | Правив в Хорезмі з 1127                  |
| Тадж ад-Дунья ва ад-Дін Абу-ль-Фатх       | Іл-Арслан       |            | султан | ? -1171          | 1156              | 1172             | син Атсиза       |                                          |
| Ала ад-Дунья ва ад-Дін Абу-ль-Музаффар    | Текіш           |            | султан | ? -1200          | 1172              | 1200             | син Іл-Арслана   |                                          |
| Ала ад-Дунья ва ад-Дін Абу-ль-Фатх        | Мухаммед Санжар |            | шах    | ? -1220          | 1200              | 1220             | син Текіша       | повалений монголами, помер від пневмонії |
| Джелал ад-Дунья ва ад-Дін Абу-ль-Музаффар | Манкбурни       |            | султан | ? -1231          | 1220              | 1231             | син Мухаммеда II | Убитий                                   |

## Монгольська імперія та Ільханат (1230—1357)

Монгольська імперія

Ільханат

| Тронне ім'я                              | Ім'я                | Зображення | Титул                | Роки життя                       | Початок правління | Кінець правління | Родинні зв’язки                                                                                       | Примітки                                          |
| ---------------------------------------- | ------------------- | ---------- | -------------------- | -------------------------------- | ----------------- | ---------------- | --- | ------------------------------------------------- |
| Великі хани (1221—1256)                  |                     |            |                      |                                  |                   |                  | |                                                   |
| Чингісхан                                | Темучин             |            | хан                  | 1162-1227                        | 1221              | 1227             | Син Єсугей-Баатура                                                                                    | Правив в Монголії з 1206 року                     |
|                                          | Толуй               |            | хан                  | 1192-1232                        | 25 серпня 1227    | 13 вересня 1229  | Син Чингісхана                                                                                        | регент                                            |
|                                          | Уґедей              |            | хан                  | 1186 — 11 січня 1241             | 13 вересня 1229   | 11 грудня 1241   | Син Чингісхана                                                                                        |                                                   |
|                                          | Торогене-хатун      |            | хатун                | ? -?                             | 1242              | 1246             | Дружина Угедея                                                                                        | регент                                            |
|                                          | Ґуюк                |            | хан                  | 1206-1248                        | 1246              | 1248             | Син Угедея                                                                                            |                                                   |
|                                          | Огул-Гаймиш         |            | хатун                | ? -1251                          | 1248              | 1251             | Дружина Гуюк                                                                                          | регент                                            |
|                                          | Мунке               |            | хан                  | 10 січня 1209 — 11 серпня 1259   | 1 липня 1251      | 11 серпня 1259   | Син Толуя                                                                                             |                                                   |
| Династія Хулагуїдів, Ілханат (1256—1357) |                     |            |                      |                                  |                   |                  | |                                                   |
|                                          | Хулагу              |            | Хан, Ільхан          | 1217 — 8 лютого 1265             | 1256              | 8 лютого 1265    | Син Толуя                                                                                             |                                                   |
|                                          | Абака-хан           |            | Хан, Ільхан          | 1234-1282                        | 1265              | 1 квітня 1282    | Син Хулагу                                                                                            | Убитий                                            |
| Султан Ахмед                             | Текудер             |            | Хан, Ільхан, Султан  | ? -1284                          | 1282              | 1284             | Син Хулагу                                                                                            | убитий Аргуном                                    |
|                                          | Аргун-хан           |            | Хан, Ільхан, Султан  | 1258 — 7 березня 1291            | 1284              | 7 березня 1291   | Син Абака-хана                                                                                        |                                                   |
|                                          | Гайхату             |            | Хан, Ільхан, Султан  | ? -1295                          | 1291              | 1295             | Син Абака-хана                                                                                        | Убитий генералом Тагакаром                        |
|                                          | Байду-хан           |            | Хан, Ільхан, Султан  | ? -1295                          | 1295              | 1295             | Син Таракая сина Хулагу                                                                               | Виконаний за допомогою Газан-ханом                |
| Махмуд                                   | Газан-хан           |            | Хан, Ільхан, Султан  | 5 листопада 1271- 11 травня 1304 | 1295              | 1304             | Син Аргуна                                                                                            |                                                   |
| Мухаммед Кходабанде                      | Олджейту            |            | Хан, Ільхан, Султан, | 1280 — 16 січня 1316             | 1304              | 16 грудня 1316   | Син Аргуна                                                                                            |                                                   |
| Абу Саїд                                 | Ала ад-Дін Бахадур  |            | Хан, Ільхан, Султан  | 2 червня 1305 — 1 грудня 1335    | 1316              | 1 грудня 1335    | Син Олджейту                                                                                          |                                                   |
| Арпа Ке'ун                               | Муїзз ад-Дін Махмуд |            | Хан, Ільхан, Султан  | ? -1336                          | 1335              | 10 квітня 1336   | Син Сусеха сина Мукгана сина Малик-Темура сина Аріг-Буги сина Толуя                                   | Загинув в бою                                     |
| Насир ад-Дін                             | Муса-хан            |            | Хан, Ільхан, Султан  | ? -1337                          | 12 квітня 1336    | 1337             | Син Алі сина Байду-хан                                                                                | Зрікся після поразки від джалаїріда Хасан Бузурга |
|                                          | Тога-Темур          |            | Хан, Ільхан, Султан  | ? -1353                          | 1335              | 1353             | Син Суди сина Бабабагатора сина Абокана сина Амакана сина Тура сина Джуджікісара сина Єсугея Багатура | Ябитий сербедаром Ягія Караві                     |
| Музаффар ад-Дін                          | Мухаммед            |            | Хан, Ільхан, Султан, | ? -1338                          | 1336              | 1338             | Син Юл Котлока сина Іль Темура сина Амбарджі сина Менгу Темура сина Хулагу                            | Убитий чобанідом Хасан Кучаком                    |
|                                          | Саті-бега           |            | хатун                | 1300 — після 1345                | 1338              | 1339             | Дочка Олджейту                                                                                        | Скинута                                           |
| Ізз ад-Дін                               | Джахан Темур        |            | Хан, Ільхан, Султан, | ? -?                             | 1339              | 1340             | Син Ала-Фіренга сина Гайхату                                                                          | Його скинув його Тога Темур.                      |
|                                          | Сулейман-хан        |            | Хан, Ільхан, Султан  | ? -?                             | Травень 1339      | 1345             | Чоловік Саті-бега і син Юсеф Шаха сина Сога сина Єшмута сина Хулагу                                   | Зрікся                                            |
|                                          | Ануширван-хан       |            | Хан, Ільхан, Султан  | ? -?                             | 1344              | 1356             | ? |                                                   |
|                                          | Лукман-хан          |            | Хан, Ільхан, Султан  | ? -?                             | 1353              | 1388             | Син Тога Темур                                                                                        |                                                   |
|                                          | Газан-хан II        |            | Хан, Ільхан, Султан  | ? -?                             | 1356              | 1357             | |                                                   |

## Дрібні династії (1332—1501)

### Сербедари (1332—1386)

Держава Сербедарів у 1345

| Ім'я                         | Зображення | Титул | Роки життя              | Початок правління  | Кінець правління   | Родинні зв’язки           | Примітки                                       |
| ---------------------------- | ---------- | ----- | ----------------------- | ------------------ | ------------------ | ------------------------- | ---------------------------------------------- |
| Сербедари (1332—1386)        |            |       |                         |                    |                    |                           |                                                |
| Абдель-Раззак ібн Фазлулла   |            | емір  | ?? — 1338               | 1337               | 1338               |                           | Повстав проти Тога Темура, убитий своїм братом |
| Ваджіх ад-Дін Масуд          |            | емір  | ?? — 1344               | 1338               | 1344               | брат Абд аль-Раззака      | Захоплений Падуспанідами і страчений.          |
| Мухаммад Айтимур (1343—1346) |            | емір  | ?? — 1346               | 1344               | 1346               |                           | Скинутий і страчений                           |
| Кулу Ісфандіяр               |            | емір  | ?? — 1347               | 1346               | 1347               |                           |                                                |
| Шамс ад-Дін ібн Фазл Аллах   |            | емір  | ?? — ??                 | Близько 1347       | 1347               | брат Абд аль-Раззака      | Вимушений відмовитися від трону                |
| Ходжа Шамс ад-Дін Алі        |            | емір  | ?? — 1351/1352          | 1347               | 1351/1352          |                           | Убитий невдоволеним чиновником                 |
| Ях'я Караві                  |            | емір  | ?? — 1355/1356          | 1351/1352          | 1355/1356          |                           | Скинутий Тога-Темуром та убитий.               |
| Захір ад-Дін Караві          |            | емір  | ?? — 1355/1356          | 1355/1356          | 1355/1356          | Племінник Ягія Караві     | скинутий візиром                               |
| Гайдар Кассаб                |            | емір  | ?? — 1356               | 1355/1356          | 1356               |                           | Убитий турецьким рабом                         |
| Лутф Аллах                   |            | емір  | ?? — 1357/1358 або 1361 | 1356               | 1357/1358 або 1361 | Син Ваджіха ад-Дін Масуда | Повалений і страчений своїм візиром            |
| Гасан аль-Дамгані            |            | емір  | ?? — 1361/1362          | 1357/1358 або 1361 | 1361/1362          |                           | Повалений повстанням дервішем                  |
| Ходжа Алі-ї Муаяд ібн Масуд  |            | емір  | ?? — ??                 | 1361/1362          | 1376/1377          |                           |                                                |
| Рукн ад-Дін                  |            | емір  |                         | 1376/1377          | 1376/1377          |                           |                                                |
| Ходжа Алі-ї Муаяд ібн Масуд  |            | емір  | ?? — ??                 | 1376/1377          | 1381               |                           | Відновлений, став васалом Тамерлана у 1381     |

### Чобаніди (1335—1357)

Чобаніди

| Ім'я                 | Зображення | Титул | Роки життя          | Початок правління | Кінець правління | Родинні зв’язки           | Примітки                                     |
| -------------------- | ---------- | ----- | ------------------- | ----------------- | ---------------- | ------------------------- | -------------------------------------------- |
| Чобаніди (1335—1357) |            |       |                     |                   |                  |                           |                                              |
| Хасан Кучак          |            | емір  | 1319-15 грудня 1343 | 16 липня 1338     | 15 грудня 1343   | Син Тімертеша сина Чобана |                                              |
| Ягі Басті            |            | емір  | ? -1344             | 1343              | 1344             | Син Чобана                | Вбитий своїм співправителем Маліком Ашрафом. |
| Сурган               |            | емір  | Близько 1320-?      | 1343              | 1345             | Син Чобана і Саті-бека    | Скинутий співправителем Маліком Ашрафом.     |
| Малік Ашраф          |            | емір  | ? -1357             | 1343              | 1357             | Брат Хасана Кучака        | Повішений Джанібеком з Золотої Орди.         |
| Темурташ             |            | емір  | ? -1360             | 1360              | 1360             | Син Малека Ашрафа         |                                              |

### Джалаїріди (1335—1432)

Джалаїріди

| Тронне ім'я            | Ім'я                    | Зображення | Титул       | Роки життя | Початок правління | Кінець правління | Родинні зв’язки              | Примітки                                                        |
| ---------------------- | ----------------------- | ---------- | ----------- | ---------- | ----------------- | ---------------- | ---------------------------- | --------------------------------------------------------------- |
| Джалаїріди (1335—1432) |                         |            |             |            |                   |                  |                              |                                                                 |
| Тадж-ад-Дін            | Хасан Бузург            |            | Улус-бек    | ? -1356    | 1336              | 1356             | Зять Чобана                  |                                                                 |
| Музз-уд-Дунья ва'д-Дін | Увайс I                 |            | Бахадур-хан | 1337-1374  | 1356              | 1374             | Син Хасана Бузурга           |                                                                 |
|                        | Хасан I                 |            | Шейх        | ? -1374    | 1374              | 1374             | Син Шейха Увейса             | убитий                                                          |
| Джелал-ад-Дін          | Хусейн I (1374—1382)    |            | Шейх        | ?-1382     | 1374              | 1382             | Син Шейха Увейса             | Страчений своїм братом Ахмедом                                  |
|                        | Баязид                  |            | Шейх        | ? -?       | 1382              | 1384             | Син Шейха Увейса             | В опозиції до Гусейна і Ахмеда                                  |
| Гіяс ад-Дін            | Ахмад                   |            | Султан      | ? -1410    | 1383              | 1410             | Син Шейха Увейса             | На засланні 1393-4, 1400-2, 1403-5. Загинув у бою з Кара Юсуфом |
| Ала уд-Дунья           | Шах Валад               |            | султан      | ? -1411    | 1410              | 1411             | Син Алі сина Увайса          |                                                                 |
|                        | Султан Махмуд Джалаїр   |            | султан      | ?-1425     | 1411              | 1411             | Син шаха Валада              | Під регентством Танду Хатун                                     |
|                        | Увайс II                |            | султан      | ? -1421    | 1415              | 1421             | Син шаха Валада              |                                                                 |
|                        | Султан Мухаммед Джалаїр |            | султан      | ? -1421    | 1421              | 1421             | Син шаха Валада              |                                                                 |
|                        | Султан Махмуд Джалаїр   |            | султан      | ? -1425    | 1421              | 1425             | Син шаха Валада              | друге правління                                                 |
|                        | Хуссейн                 |            |             | ? -1432    | 1425              | 1432             | Син Ала-уд-Даули сина Ахмеда | Переможений кланом Кара Коюнлу                                  |

### Інджуїди(1335—1357)

Держава Інджуїдів

| Ім'я                    | Зображення | Титул | Роки життя   | Початок правління | Кінець правління | Родинні зв’язки | Примітки                              |
| ----------------------- | ---------- | ----- | ------------ | ----------------- | ---------------- | --------------- | ------------------------------------- |
| Інджуїди (1335—1357)    |            |       |              |                   |                  |                 |                                       |
| Шараф ад-Дін Махмуд Шах |            |       | ?-1325       | 1304              | 1335             |                 |                                       |
| Гіяс ад-Дін Кай-Хосров  |            | емір  | ? -1338/9    | 1335              | 1338/9           | Син Махмуд Шаха |                                       |
| Джелал ад-Дін Масуд Шах |            | емір  | ? -1342      | 1338              | 1342             | Син Махмуд Шаха | Убитий Чобанідами                     |
| Шамс ад-Дін Мухаммед    |            | емір  | ? -1339 / 40 | 1339/40           | 1339/40          | Син Махмуд Шаха | Убитий Чобанідами                     |
| Шейх Абу Ісхак          |            | емір  | ? -?         | 1343              | 1357             | Син Махмуд Шаха | Завойований і страчений Музаффарідами |

### Музаффаріди(1314—1393)

Держава Музаффарідів

| Ім'я                                     | Зображення | Титул | Роки життя | Початок правління | Кінець правління | Родинні зв’язки | Примітки                        |
| ---------------------------------------- | ---------- | ----- | ---------- | ----------------- | ---------------- | --------------- | ------------------------------- |
| Музаффаріди (1335—1357)                  |            |       |            |                   |                  |                 |                                 |
| Мубаріз ад-Дін Мухаммад ібн аль-Музаффар |            | емір  | 1301-1368  | 1314              | 1358             |                 | Засновник династії Музаффарідів |
| Шах Шуя                                  |            | емір  | ? -1384    | 1358              | 1384             |                 |                                 |
| Зайн аль-Абідін                          |            | емір  | ? -1387    | 1384              | 1387             |                 |                                 |
| Шах Ях'я                                 |            | емір  | ? -1391    | 1387              | 1391             |                 | Правив лише в Ширазі            |
| Шах Мансур                               |            | емір  | ? -1393    | 1391              | 1393             |                 |                                 |

### Кара-Коюнлу(1375—1468)

Кара-Коюнлу

| Тронне ім'я             | Ім'я                                   | Зображення | Титул | Роки життя             | Початок правління | Кінець правління  | Родинні зв’язки | Примітки                                      |
| ----------------------- | -------------------------------------- | ---------- | ----- | ---------------------- | ----------------- | ----------------- | --------------- | --------------------------------------------- |
| Кара-Коюнлу (1375—1468) |                                        |            |       |                        |                   |                   |                 |                                               |
| Кара Мухаммед           | Кара Мухаммед Турмуш ібн Байрам Хваджа |            | бій   | ? -1388                | 1378              | 1388              |                 | Перший бек Кара-Коюнлу                        |
| Кара Юсуф               | Абу Наср Кара Юсуф ібн Мухаммед Нуян   |            | бій   | ? -1420                | 1388              | 1420              |                 | Правління закінчилось з вторгненням Тимуридів |
| Кара Іскандер           | Кара Іскандер ібн Юсуф                 |            | бій   | ? -1436                | 1420              | 1436              |                 | убитий                                        |
| Джаханшах               | Музаффар ад-Дін Джахан Шах ібн Юсуф    |            | бій   | 1397-11 листопада 1467 | 1438              | 11 листопада 1467 | Син Кара Юсуфа  | Убитий Узун Гасаном Ак-Коюнлу                 |
| Гасан Алі               | Хасан Алі ібн Джахан Шах               |            | бій   | ? -1468                | 11 листопада 1467 | 1468              | син Джаханшаха  | Убитий Узун Гасаном Ак-Коюнлу                 |

### Ак-Коюнлу(1378—1497)

Ак-Коюнлу у рік смерті Узун Хасана, 1478 рік

| Тронне ім'я   | Ім'я                                          | Зображення | Титул | Роки життя | Початок правління | Кінець правління | Родинні зв’язки        | Примітки |
| ------------- | --------------------------------------------- | ---------- | ----- | ---------- | ----------------- | ---------------- | ---------------------- | -------- |
| Ак-Коюнлу     |                                               |            |       |            |                   |                  |                        |          |
| Кара Осман    | Кара Юлук                                     |            | бій   | ? -1435    | 1378              | 1435             |                        |          |
| Алі           | Нур аль-Дін Алі ібн Гар Юлук                  |            | бій   | ? -1438    | 1435              | 1438             | Син Кара Османа        |          |
| Хамза         |                                               |            | бій   | ? -1444    | 1403              | 1435             |                        |          |
| Джахангір-хан | Муїзз аль-Дін Джахангір ібн Алі ібн Кара Юлук |            | бій   | ? -1453    | 1444              | 1453             | Син Кара Османа        |          |
| Килич-Арслан  | Килич-Арслан ібн Ахмад                        |            | бій   | 1452-1457  |                   | 1457             | Син Ахмеда ібн Кутлуга |          |
| Узун-Хасан    | Узун Хасан ібн Джахангір                      |            | бий   | ? -1478    | 1453              | 6 січня 1478     | син Джахангір          |          |
| Халіл         | Халіл ібн Узун Хасан                          |            | бій   | ? -1479    | 1478              | 1479             | Син Узун Гасана        |          |
| Якуб          | Якуб ібн Узун Гасан                           |            | бій   | ? -1490    | 1479              | 1490             | Син Узун Гасана        |          |
| Байсонгур     | Байсонгур ібн Якуб                            |            | бій   | ? -1491    | 1490              | 1491             | син Якуба              |          |
| Ростам        | Ростам ібн Максуд                             |            | бій   | ? -1496    | 1491              | 1497             | син Максуда            |          |
| Ахмед Говде   | Ахмед ібн Мухаммед Говде                      |            | бій   | ? -1497    | 1497              | 1497             | син Мухаммеда          |          |

### Династія Тимуридів (1370—1507)

Імперія Тимуридів, бл. 1400 року

| Тронне ім'я                                | Ім'я                           | Зображення | Титул                          | Роки життя                            | Початок правління | Кінець правління | Родинні зв’язки                     | Примітки                               |
| ------------------------------------------ | ------------------------------ | ---------- | ------------------------------ | ------------------------------------- | ----------------- | ---------------- | ----------------------------------- | -------------------------------------- |
| Імперія Тимуридів (1370—1449)              |                                |            |                                |                                       |                   |                  |                                     |                                        |
| Тимур                                      | Тармаширін Хан Барлас          |            | Емір, бек, хан, мурза, гуркані | 9 квітня 1336 — 18 лютого 1405        | 1370              | 18 лютого 1405   | Син Мухаммеда Таракая               |                                        |
| Пір-Мухаммед                               | Пір-Мухаммед Хан бін Джахангір |            | Емір, хан                      | 1374 — 22 листопада 1407              | 18 лютого 1405    | 22 лютого 1407   | онук Тимура                         |                                        |
| Халіль-Султан                              | Халіль-Султан бін Міран Шах    |            | Емір, султан, шах              | 1384 — 4 листопада 1411               | 18 лютого 1405    | 13 травня 1409   | онук Тимура                         |                                        |
| Шахрух                                     | Шахрух Мірза                   |            | Мурза                          | 30 серпня 1377 — 12 березня 1447      | 18 лютого 1405    | 12 березня 1447  | син Тимура                          |                                        |
| Улугбек                                    | Мірза Мухаммад Тарагай         |            | Мурза, султан                  | 22 березня 1394 — 27 жовтня 1449      | 12 березня 1447   | 27 жовтня 1449   | Син Шахрух Мірзи                    | Повалений і убитий своїм наступником   |
| Правителі Трансоксанії (1449—1469)         |                                |            |                                |                                       |                   |                  |                                     |                                        |
| Абд аль-Латіф Мірза                        | Падаркуш                       |            | Мірза, султан                  | 1429 — 9 травня 1450                  | 27 жовтня 1449    | 9 травня 1450    | Син Улугбека                        | Убитий                                 |
| Абдуллах Мірза                             |                                |            | Мірза                          | 1410 — червень 1451                   | 9 травня 1450     | Червень 1451     | онук Шахруха                        | Повалений і страчений його наступником |
| Султан Абу-Саїд                            |                                |            | Мірза                          | 1424 — 1469                           | Червень 1451      | 17 лютого 1469   | Племінник Улугбека і правнук Тимура | Завоював Хорасан в 1459 році.          |
| Правителі Хорасану (1449—1459, 1459—1507): |                                |            |                                |                                       |                   |                  |                                     |                                        |
| Абул-Касім Бабур                           |                                |            | Мірза                          | ? -1457                               | 1449              | 1457             | Онук Шахруха                        |                                        |
| Шах Махмуд                                 |                                |            | Мірза                          | 1446 — 1460                           | 1457              | 1457             | Син Бабура                          | Скинутий наступником                   |
| Ібрагім Мірза                              |                                |            | Мірза                          | ? — березень 1459                     | 1457              | Березень 1459    | племінник Бабура                    | Помер у бою                            |
| Період Міжцарства (1459—1469)              |                                |            |                                |                                       |                   |                  |                                     |                                        |
| Хусейн Байкара                             |                                |            | Мірза, султан                  | Червень / липень 1438 — 4 травня 1506 | 24 березня 1469   | 4 травня 1506    | правнук Тимура                      |                                        |
| Баді аз-Заман                              |                                |            | Мірза                          | ? — 1517                              | 4 травня 1506     | 1507             | син Хусейна                         | Скинутий узбеками                      |
| Узбеки (1507—1510)                         |                                |            |                                |                                       |                   |                  |                                     |                                        |
| Мухаммед Шейбані                           | Абуль Фатх Мухаммед            |            | Хан                            | 1451 — 2 грудня 1510                  | 1507              | 2 грудня 1510    |                                     | Помер у бою                            |

## Сефевіди (1501—1736)

Держава Сефевідів під час правління шаха Аббаса I

| Тронне ім'я           | Ім'я       | Зображення | Титул                                                      | Роки життя  | Початок правління | Кінець правління  | Родинні зв’язки                           | Примітки                               |
| --------------------- | ---------- | ---------- | ---------------------------------------------------------- | ----------- | ----------------- | ----------------- | ----------------------------------------- | -------------------------------------- |
| Сефевіди (1501—1736)  |            |            |                                                            |             |                   |                   |                                           |                                        |
| Ісмаїл I              |            |            | Шах, султан, каган, Сулейманшан, тюрк-тайдар               | 1487-1524   | 7 листопада 1502  | 23 травня 1524    | син султана Гейдара                       |                                        |
| Тахмасп I             |            |            | Шах, Сахіб-і-Кіран, Султан бар Салатін, Каган, Сулейманшан | 1514-1576   | 23 травня 1525    | 25 травня 1576    | син Ісмаїла I                             |                                        |
| Ісмаїл II             |            |            | шах                                                        | 1537-1577   | 25 травня 1576    | 24 листопада 1577 | син Тахмаспа I                            | Отруєний (?)                           |
| Мухаммад I            |            |            | Худабенде, Ашраф, Султан                                   | 1532-1596   | 25 травня 1576    | 1 жовтня 1587     | син Тахмаспа I                            | повалений                              |
| Аббас I               |            |            | Шахиншах, султан                                           | 1571-1629   | 1 жовтня 1587     | 19 січня 1629     | син Мохаммеда I                           |                                        |
| Сефі I                | сам Мірза  |            | Шах, мірза                                                 | 1611-1642   | 19 січня 1629     | 12 травня 1642    | син Мохаммеда Бакера сина Аббаса I        |                                        |
| Аббас II              |            |            | шах                                                        | 1632-1666   | 12 травня 1642    | 26 жовтня 1666    | син Сефі І                                |                                        |
| Сулейман I            | Сефі мірза |            | Шах, Хакем-ол Хокама                                       | 1645-1694   | 26 жовтня 1666    | 29 липня 1694     | син Аббаса II                             |                                        |
| Солтан Хусейн         |            |            | Шах Султан, Садр-ол Хакем                                  | 1668-1726   | 29 липня 1694     | 11 вересня 1722   | син Сулеймана I                           | Скинутий, згодом убитий Ашрафом Хотакі |
| Афганські заколотники |            |            |                                                            |             |                   |                   |                                           |                                        |
| Махмуд Хотакі         |            |            | шах                                                        | 1697? -1725 | 23 жовтня 1722    | 22 квітня 1725    | зять Султана Хусейна, син Мірвайза Хотакі | Визнаний шахом Персії                  |
| Мір Ашраф Шах         |            |            | шах                                                        | ? -1730     | 22 квітня 1725    | 5 жовтня 1729     | кузен Махмуда Хотакі                      |                                        |
| Відновлення Сефевідів |            |            |                                                            |             |                   |                   |                                           |                                        |
| Тахмасп II            |            |            | шах                                                        | 1704-1740   | 11 вересня 1722   | 16 квітня 1732    | син Султана Хусейна                       | Скинутий, згодом убитий Надер Шахом    |
| Аббас III             |            |            | шах                                                        | 1730-1739   | 16 квітня 1732    | 22 січня 1736     | син Тахмаспа II                           | Скинутий, згодом убитий Надер Шахом    |

## Династія Афшаридів (1736—1796)

Держава Афшаридів у період найбільшого розквіту

| Тронне ім'я                         | Ім'я                     | Зображення | Титул                                        | Роки життя     | Початок правління | Кінець правління | Родинні зв’язки                             | Примітки                                                        |
| ----------------------------------- | ------------------------ | ---------- | -------------------------------------------- | -------------- | ----------------- | ---------------- | ------------------------------------------- | --------------------------------------------------------------- |
| Династія Афшаридів(1736—1796) "     |                          |            |                                              |                |                   |                  |                                             |                                                                 |
| Надер Шах                           | Надер Колі Хан           |            | Шах, Султан, Хакім-ол Хокама, Хазрат-е Ашраф | 1698-1747      | 22 січня 1736     | 19 червня 1747   | син імама Колі Бейк Афшара                  | Убитий                                                          |
| Аділь-шах                           | Алі Колі Бейк            |            | шах                                          | 1719 / 20-1749 | 19 червня 1747    | 29 липня 1748    | син Мохаммед Ібрагіма Хана брата Надер Шаха | Повалений, засліплений і потім убитий Ібрагімом                 |
| Солтан Ібрагім Шах                  | Мохаммед Алі Бейк        |            | шах                                          | 1724-1749      | 29 липня 1748     | 3 вересня 1748   | син Мохаммед Ібрагіма Хана брата Надер Шаха | Повалений і потім страчений Шахрух Афшаром                      |
| Шахрох Шах                          |                          |            | шах                                          | 1734-1796      | 3 вересня 1748    | 1749             | син Рези колі Мірзи сина Надер-шаха.        | Повалений і осліплений Сулейманом II (1749), відновлений (1750) |
| Правління Сефевідів (1749—1750)     |                          |            |                                              |                |                   |                  |                                             |                                                                 |
| Солейман II                         | Мір Саєд Мухаммед Мараші |            | шах                                          | ? -?           | 1749              | 1750             |                                             | Повалений і осліплений                                          |
| ' Відновлення Афшарідів (1750—1796) |                          |            |                                              |                |                   |                  |                                             |                                                                 |
| Шахрох Шах                          |                          |            | шах                                          | 1734-1796      | 3 вересня 1748    | 1796             |                                             |                                                                 |

## Династія Занд (1751—1794)

Персія династії Занд у період правління Лотфі Алі-шаха

| Тронне ім'я               | Ім'я           | Зображення | Титул | Роки життя        | Початок правління | Кінець правління | Родинні зв’язки                     | Примітки                                                          |
| ------------------------- | -------------- | ---------- | ----- | ----------------- | ----------------- | ---------------- | ----------------------------------- | ----------------------------------------------------------------- |
| Династія Занд (1751—1794) |                |            |       |                   |                   |                  |                                     |                                                                   |
| Карім Хан                 | Мохаммед Карім |            | Хан   | 1705-1779         | 1751              | 6 березня 1779   | син Інак-хана                       |                                                                   |
| Мохаммад Алі Хан          |                |            | хан   | 1760-1779         | 6 березня 1779    | 19 червня 1779   | син Карім Хана                      | Помер від серцевого нападу                                        |
| Аболь-Фатх Хан            |                |            | хан   | 1755-1787         | 6 березня 1779    | 22 серпня 1779   | син Карім Хана                      | Убитий Закі Ханом                                                 |
| Закі Хан                  |                |            | хан   | ? - 6 червня 1779 | 6 березня 1779    | 6 червня 1779    | Син Бугак-хана                      | Убитий                                                            |
| Садек Хан Занд            | Мохаммад Садек |            | хан   | ? -1782           | 22 серпня 1779    | 14 березня 1781  | син Інак-хана                       | Помер від серцевого нападу                                        |
| Алі Мурад Шах             |                |            | хан   | 1720-1785         | 14 березня 1781   | 11 лютого 1785   | син Аллаха Морада Хан Занд Хазареха | Помер під час походу                                              |
| Джафар Шах                |                |            | хан   | ? -1789           | 18 лютого 1785    | 23 січня 1789    | син Садека                          | Убитий Саїдом Мурадом                                             |
| Сайєд Мурад Хан           |                |            | хан   | ? -1789           | 23 січня 1789     | 10 травня 1789   | син Ходи Морад Хан Занд Хазареха    |                                                                   |
| Лотфі Алі Шах             |                |            | хан   | 1769-1794         | 23 січня 1789     | 20 березня 1794  | син Джафар Хана                     | Скинутий, осліплений, а потім убитий Агою Мохаммедом Хан Каджаром |

## Династія Каджарів (1794—1925)

Персія у період правління Мухаммеда Хана

| Тронне ім'я                   | Ім'я             | Зображення | Титул                                             | Роки життя | Початок правління | Кінець правління | Родинні зв’язки                                      | Примітки                       |
| ----------------------------- | ---------------- | ---------- | ------------------------------------------------- | ---------- | ----------------- | ---------------- | ---------------------------------------------------- | ------------------------------ |
| Династія Каджарів (1794—1925) |                  |            |                                                   |            |                   |                  |                                                      |                                |
| Мохаммед Хан Каджар           | Ага Мохаммед Хан |            | Хан, шахиншах, каган                              | 1742-1797  | 20 березня 1794   | 17 червня 1797   | син Мохаммед Хасана Хан Каджара                      | Убитий слугами                 |
| Фатх-Алі Шах Каджар           | Баба-хан         |            | шахіншах, каган, Солтан Сахіб Каран               | 1772-1834  | 17 червня 1797    | 23 жовтня 1834   | син Хосейна Колі Хан Джахансуза брата Мохаммеда Хана |                                |
| Мохаммед Шах Каджар           |                  |            | Шакиншах, каган                                   | 1808-1848  | 23 жовтня 1834    | 5 вересня 1848   | син Аббаса Мірзи наїба ос-Салтана сина Фатх-Алі]]    |                                |
| Насер ед-Дін Шах              |                  |            | Шахіншах, каган, Солтан Са-хіб Каран, Кеблеє Алам | 1831-1896  | 5 вересня 1848    | 1 травня 1896    | син Мухаммеда Шах Каджара                            | Убитий                         |
| Мозаффар ед-Дін-шах           |                  |            | Шахіншах, каган                                   | 1853-1907  | 1 травня 1896     | 3 січня 1907     | син Насер ед-Дін Шаха                                | помер від серцевого нападу     |
| Мухаммед Алі Шах              |                  |            | Шахиншах                                          | 1872-1925  | 3 січня 1907      | 16 липня 1909    | син Мозаффар ед-Дін-шаха                             | повалений                      |
| Ахмад Шах Каджар              |                  |            | Шахиншах                                          | 1898-1930  | 16 липня 1909     | 15 грудня 1925   | син Мухаммед Алі Шаха                                | повалений та вигнаний у Європу |

## Династія Пахлаві (1925—1979)

Іран під правлінням Пахлаві

| Тронне ім'я                  | Ім'я                       | Зображення | Титул                                                              | Роки життя | Початок правління | Кінець правління | Родинні зв’язки | Примітки                                       |
| ---------------------------- | -------------------------- | ---------- | ------------------------------------------------------------------ | ---------- | ----------------- | ---------------- | --------------- | ---------------------------------------------- |
| Династія Пахлаві (1925—1979) |                            |            |                                                                    |            |                   |                  |                 |                                                |
| Реза Шах Пахлаві             | Реза-хан (пізніше Пахлаві) |            | Алагазрат, Хомаюн, Шахиншах, Сардар Сепах                          | 1878-1944  | 15 грудня 1925    | 16 вересня 1941  | син Аббаса Алі  | Повалений під час англо-радянського вторгнення |
| Мохаммед Реза Пахлаві        |                            |            | Алагазрат, Хомаюн, Шахиншах, Аріамехр, Бозорг Артештаран, Ходайган | 1919-1980  | 16 вересня 1941   | 11 лютого 1979   | син Реза-шаха   | Повалений під час Іранської революції          |